# قائمة أنواع الخرفار
يوجد عدة أنواع من جنس الخرفار:	
- خرفار أقطع (الاسم العلمي: Phalaris truncata)
- خرفار بيروفي (الاسم العلمي: Phalaris peruviana)
- خرفار جمشتي (الاسم العلمي: Phalaris amethystina)
- خرفار خشن السويق (الاسم العلمي: Phalaris aspera)
- خرفار دافياسي (الاسم العلمي: Phalaris daviesii)
- خرفار رفيع (الاسم العلمي: Phalaris angusta)
- خرفار زائدي (الاسم العلمي: Phalaris appendiculata)
- خرفار زخرفي (الاسم العلمي: Phalaris picta)
- خرفار زغبي (الاسم العلمي: Phalaris pubescens)
- خرفار سبيبي (الاسم العلمي: Phalaris caespitosa)
- خرفار صغير (الاسم العلمي: Phalaris minor)
- خرفار قصبي (الاسم العلمي: Phalaris arundinacea)
- خرفار قصير (الاسم العلمي: Phalaris humilis)
- خرفار قصير السنابل (الاسم العلمي: Phalaris brachystachys)
- خرفار كاروليني (الاسم العلمي: Phalaris caroliniana)
- خرفار كاليفورني (الاسم العلمي: Phalaris californica)
- خرفار كناري (الاسم العلمي: Phalaris canariensis)
- خرفار لموني (الاسم العلمي: Phalaris lemmonii)
- خرفار لينديجي (الاسم العلمي: Phalaris lindigii)
- خرفار مائي (الاسم العلمي: Phalaris aquatica)
- خرفار ماديري (الاسم العلمي: Phalaris maderensis)
- خرفار متناقض (الاسم العلمي: Phalaris paradoxa)
- خرفار مزرق (الاسم العلمي: Phalaris coerulescens)
- خرفار مشطي (الاسم العلمي: Phalaris pectinata)
- خرفار نضر (الاسم العلمي: Phalaris primaeva)
- (الاسم العلمي: Phalaris barrelieri)
- (الاسم العلمي: Phalaris glometrorum)
- (الاسم العلمي: Phalaris platensis)